# Zvezdara
Zvezdara (cyr. Звездара) – wschodnia dzielnica Belgradu, stolicy Serbii. Administracyjnie należy do gminy miejskiej Zvezdara. W 2011 roku liczyła 151 808 mieszkańców.